# AGM-76 Falcon

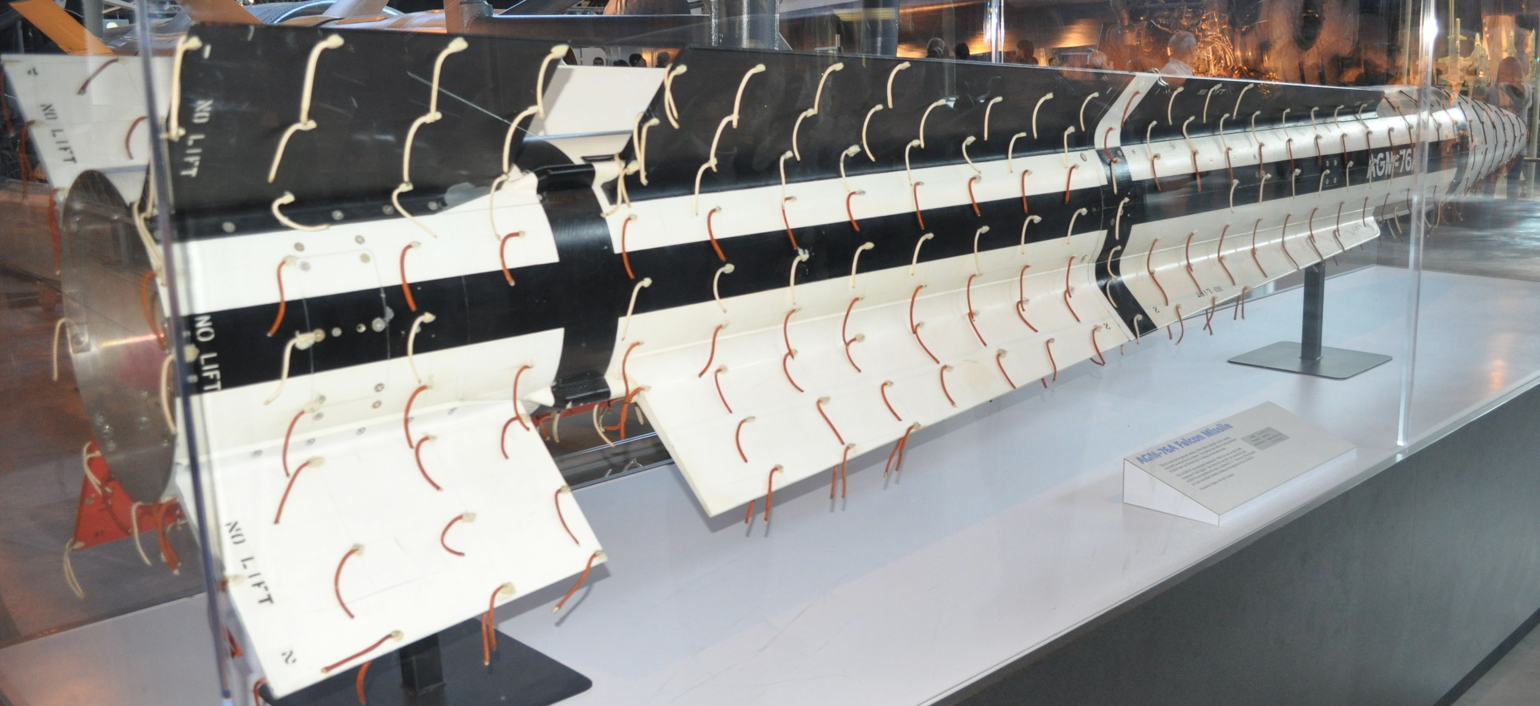
AGM-76 Falcon

O AGM-76 Falcon foi um míssil anti-radiação ar-superfície desenvolvido pela Força Aérea dos Estados Unidos durante a Guerra do Vietnã. Concebido como uma conversão, ele não entrou em serviço operacional.

## Visão geral
Em 1966, a Força Aérea dos Estados Unidos iniciou o desenvolvimento de um míssil anti-radiação pesado para usar contra os radares de mísseis terra-ar no Vietnã. Usando as células da cancelado AIM-47 Falcon com a cabeça de busca do AGM-45 Shrike, um míssil anti-radiação, o AGM-76A foi equipado com uma ogiva de 110 kg, a mesma usada na bomba Mark 81. Testes de disparos de AGM-76As foram realizados a partir de aeronaves McDonnell F-4D Phantom II, República F-105F Thunderchief, e US Navy Grumman A-6B Intruder, no entanto, o míssil não foi colocado em produção, com o AGM-45 e  o AGM-78 se tornando os mísseis anti-radiação padrões usados pelos Estados Unidos.

## Operadores
- Estados Unidos: A Força Aérea dos Estados Unidos cancelou o AGM-76 antes da entrada em serviço.